# Timoteo Menéndez
Timoteo Menéndez fue un político, originario de Ahuachapán, que gobernó el Estado de El Salvador (entonces parte de la República Federal de Centroamérica) del 23 de mayo al 7 de junio de 1837 y del 6 de enero de 1838 al 23 de mayo de 1839.

## Biografía
Timoteo Menéndez nació en la localidad de Ahuachapán, en ese momento parte de la Alcaldía mayor de Sonsonate. Era hijo de Juan Francisco Menéndez de Guzmán y de María Natividad Posada. Su padre, a su vez era hijo de Francisco Menéndez de Guzmán y Tomasa Antonia López de Pineda; que además eran abuelos del presbítero Isidro Menéndez (originario de Metapán, hijo de Francisco Javier Menéndez) y bisabuelos del general Francisco Menéndez Valdivieso (también de Ahuachapán, nieto de José Anacleto Menéndez, y que fue presidente de El Salvador de 1885 a 1890).

### Gobierno
El 7 de marzo de 1836, el congreso del Estado de El Salvador, presidido por el general Nicolás Angulo, lo declararía popularmente electo como vicejefe del Estado; mientras que como jefe supremo lo estaría Diego Vigil.
En 1837, debido a problemas de salud, el jefe Vigil le entregaría el cargo. Durante el cual, continuaría la lucha contra la epidemia del Cólera Morbus; y sofocaría una insurrección de los indígenas de Zacatecoluca y Cojutepeque, que atacaron la guarnición de San Vicente, por lo que suspendería las garantías constitucionales en los departamentos de Cuscatlán y San Vicente.
Timoteo Menéndez recibió el mando Supremo de Don Diego Vigil el 6 de enero de 1838. Durante esta administración, el 24 de febrero de 1838, la Asamblea Legislativa decretó fusionar en una misma municipalidad, las de Asunción y Dolores Izalco, con el nombre de Villa Izalco; y por Decreto Legislativo del 22 de abril de 1839, se prohibiría la circulación de monedas cortadas de cuatro reales y pesos llamados maquiquinas y morlacos.
Durante este segundo periodo de Gobierno, el 28 de octubre de 1838, el General Rafael Carrera, al mando de 600 hombres y 200 caballos, invadió el Estado de El Salvador, tomando las ciudades de Santa Ana y Ahuachapán; y después de cometer atrocidades con los salvadoreños se retiró a Chiquimula, donde el General Morazán lo derrotaría, tomándole varios prisioneros y pertrechos de guerra.
El 23 de febrero de 1839, fuerzas de Honduras y Nicaragua invadieron el territorio salvadoreño; por lo que Menéndez, nombraría al General Francisco Morazán como General en Jefe del ejército salvadoreño. El 6 de abril del mismo año de 1839, sería la célebre batalla de "El Espíritu Santo" en la cual fueron derrotadas las fuerzas hondureñas y nicaragüenses.
El 23 de mayo del mismo 1839, entregó el Poder Supremo al Dr. y Coronel don Antonio José Cañas.